# Stuart Hampshire
Stuart Newton Hampshire (Healing, 1º ottobre 1914 – Oxford, 13 giugno 2004) è stato un filosofo inglese.
Docente di filosofia all'università di Londra dal 1960 al 1963 e all'università di Princeton dal 1963 al 1970, nel 1970 divenne rettore del Wadham College.
Aperto alla psicanalisi e avverso al comportamentismo, sostenne la necessità di discernere comportamento e azione poiché questa è caratterizzata prettamente dall'intenzionalità.